# 美國戰略轟炸調查團
美國戰略轟炸調查團（英文：United States Strategic Bombing Survey）是一個為了調查在第二次世界大戰時，前期主要調查在歐洲戰場的納粹德國因為歐美在戰略轟炸所造成影響作出評估的調查團。报告发布后，调查則開始轉向关注太平洋战争期间對日本帝國的轟炸，包括原子彈的使用。
总体而言，该报告包含208册欧洲研究報告和108册的太平洋研究報告，內容達到了數千頁。該報告对胜利的盟军战略轰炸所形成的主要的結論，都認為称这是“决定性的”的關鍵。
虽然大多数调查员是軍人，但也包括了三分之一（1千多人）的平民。